# Ефект на Пигмалион
„Ефект на Пигмалион“ (известен още и като „ефект на Розентал“) е термин, заимстван от пиесата „Пигмалион“ на Джордж Бърнард Шоу. Използва се като синоним на „самоизпълняващи се пророчества“.

## История
Робърт Розентал и Ленър Джейкъбсън са първите, които използват понятието „ефект на Пигмалион“ в своя книга, където проследяват как ефектите от очаквания на учители от ученици променят тяхното поведение.
Изследването представлява експериментална манипулация на учителските очаквания, за да се оценят ефектите на очакванията им върху коефициента на интелигентност на учениците. Подбрани са на случаен принцип 20% от учениците от 18 класа и се описват на учителите като показали забележителен потенциал за израстване. В резултат на тези действия учениците показват значително повишаване на резултатите от тест за (коефициент на) интелигентност, за разлика от учениците, при които не е имало повишено учителско очакване.